# Жантаксай
Жантакса́й (каз. Жантақсай) — село у складі Мактааральського району Туркестанської області Казахстану. Адміністративний центр Єнбекшинського сільського округу.
Населення — 638 осіб (2021; 665 у 2009, 515 у 1999, 350 у 1989).